# Tricoteuse

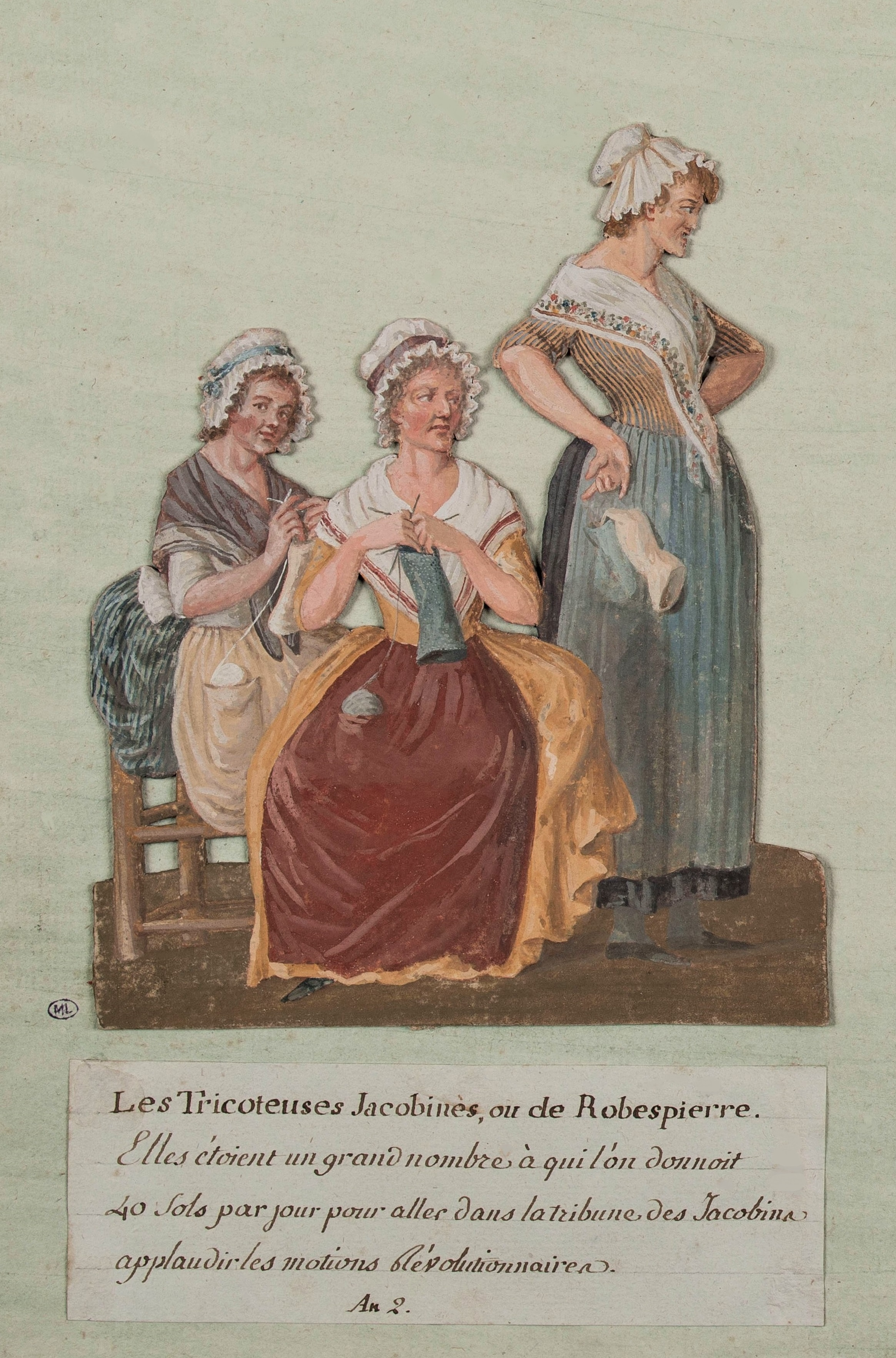
Tricoteuses av Jean-Baptiste Lesueur.

Tricoteuse (franska: 'stickande kvinna') är en gammal term för en grupp av politiskt engagerade kvinnliga revolutionärer under franska revolutionen. De satt som åhörare vid sammanträderna i Nationalkonventet som stöd för vänsterfraktionen och vid Jakobinklubbens möten, vid revolutionstribunalens rättegångar och vid giljotinen under avrättningarna. Stereotypen var att de hela tiden fortsatte att sticka.
Marknadskvinnorna i Paris utgjorde de kvinnor som deltog i kvinnotåget till Versailles i början av revolutionen 1789. Som revolutionens veteraner ärades de därefter och intog en hedersplats som aktiva åhörare under revolutionens sammanträden. De var kända för att öppet tillkännage sina sympatier eller antipatier för olika politiker. De organiserade sig slutligen också i Société des républicaines révolutionnaires för att även formellt delta i politiken. Under Skräckväldet, när revolutionsregeringen blev mer auktoritär, ansågs deras oförutsebara uppträdande dock vara en belastning. 21 maj 1793 förbjöds de därför vara åhörare i Nationalkonventet, och därefter uteslöts kvinnor 26 maj från att bilda politiska sammanslutningar. 